# North Carolina Army National Guard
La North Carolina Army National Guard è una componente della Riserva militare della North Carolina National Guard, inquadrata sotto la U.S. National Guard. Il suo quartier generale è situato presso la città di Raleigh.

## Organizzazione
Attualmente, al 1 Gennaio 2018, sono attivi i seguenti reparti:

### Joint Forces Headquarters
- JFHQ, Army Element
- Medical Detachment
- Recruiting & Retention Battalion
- 136th Chaplain Detachment - Fort Liberty

### 30th Armored Brigade Combat Team
- Headquarters & Headquarters Company (-) - Clinton
  - Detachment 1 - Belmont
- 1st Battalion, 120th Infantry Regiment (Combined Arms)
  -  Headquarters & Headquarters Company (-) - Wilmington
    - Detachment 1 - Wilmington
    - Detachment 2 - Shallotte
    - Detachment 3 - Belmont

  -  Company A - Jacksonville
    - Detachment 1 - Morehead City

  -  Company B (-) - Whiteville
    - Detachment 1 - Lumberton

  -  Company C (Tank) - Parkton
- 1st Battalion, 252nd Armor Regiment (Combined Arms)
  -  Headquarters & Headquarters Company - Fayetteville
    - Detachment 1 - Fayetteville
    - Detachment 2 - Belmont

  -  Company A (Tank) - Southern Pines
  -  Company B (Tank) - Sanford
  -  Company C (-) - Williamston
    - Detachment 1 - Woodland
- 4th Battalion, 118th Infantry Regiment (Combined Arms) - South Carolina Army National Guard
- 1st Squadron, 150th Cavalry Regiment - West Virginia Army National Guard
- 1st Battalion, 113th Field Artillery Regiment
  -  Headquarters & Headquarters Battery (-) - Charlotte
    - Detachment 1 - Belmont

  -  Battery A (-) - Lincolnton
    - Detachment 1 - Statesville

  -  Battery B - Monroe
  -  Battery C - High Point
- 236th Brigade Engineer Battalion
  -  Headquarters & Headquarters Company - Durham
  -  Company A - Wadesboro
  -  Company B - Hamlet
  -  Company C (Signal) - Durham
  -  Company D (Military Intelligence) - Burlington
    - Detachment 1 (TUAS) - Fort Bragg
- 230th Brigade Support Battalion
  -  Headquarters & Headquarters Company - Goldsboro
  -  Company A (DISTRO) - Benson
  -  Company B (Maint) - Dunn
  -  Company C (MED) - Goldsboro
  - Company D (Forward Support) - West Virginia Army National Guard
  -  Company E (-) (Forward Support) (Aggregata al 236th Brigade Engineer Battalion) - Kinston
    - Detachment 1 - Wallace

  -  Company F (Forward Support) (Aggregata al 1st Battalion, 113th Field Artillery Regiment) - High Point
  -  Company G (Forward Support) (Aggregata al 1st Battalion, 252nd Armor Regiment) - Red Springs
  - Company H (Forward Support) - South Carolina Army National Guard
  -  Company I (-) (Forward Support) (Aggregata al 1st Battalion, 120th Infantry Regiment) - Kinston
    - Detachment 1 - Beulaville

### 113th Sustainment Brigade
- Headquarters & Headquarters Company - Greensboro
- Special Troops Battalion
  -  Headquarters & Headquarters Company - Asheboro
  -  694th Maintenance Company (-) - New Bern
    - Detachment 1 - Snow Hill

  -  1452nd Transportation Company (-) (Heavy Equipment Transport) - Winston-Salem - Equipaggiata con 96 HET con semi-rimorchio
    - Detachment 1 - Burlington

  -  196th Signal Network Company - Thomasville
  -  130th Financial Management Company - Siler City
    - 112th Financial Management Detachment - Siler City
    - 113th Financial Management Detachment - Siler City
- 630th Combat Sustainment Support Battalion
  -  Headquarters & Headquarters Company - Lenoir
  -  1450th Transportation Company (-) (Medium Truck) - Lenoir
    - Detachment 1 - Jefferson

  -  1451st Transportation Company (-) (Medium Truck) - Boone
    - Detachment 1 - Morganton
    - Detachment 2 - Marion

  -  626th Maintenance Company (-) - Hickory
    - Detachment 1 - Newton

  -  1454th Transportation Company (Medium Truck, PLS) - Concord

### 449th Combat Aviation Brigade
- Headquarters & Headquarters Company - Raleigh-Durham IAP
- Aviation Support Facility #1 - Morrisville Aviation Readiness Center, Raleigh-Durham International Airport
- Aviation Support Facility #2 - Salisbury Armory
- 1st Battalion, 130th Aviation Regiment (Attack & Reconnaissance) - Sotto il controllo operativo della Expeditionary Combat Aviation Brigade, 38th Infantry Division - Indiana Army National Guard
  -  Headquarters & Headquarters Company - Raleigh-Durham IAP
  -  Company A - Equipaggiato con 6 AH-64D 
  -  Company B - Equipaggiato con 6 AH-64D 
  -  Company C - Equipaggiato con 6 AH-64D 
  -  Company D (AVUM)
  -  Company E (Forward Support)
- 2nd Battalion, 130th Aviation Regiment (Airfield Operations) - Sotto il controllo operativo dell'Air Traffic Services Command
  -  Headquarters & Headquarters Company - Fort Liberty
  -  Airfield Management Element
  -  Company A (ATS)
- 1st Battalion, 244th Aviation Regiment (Assault Helicopter), Louisiana Army National Guard
- 1st Battalion, 106th Aviation Regiment (Assault Helicopter), Illinois Army National Guard
- 1st Battalion, 131st Aviation Regiment (Assault Helicopter), Alabama Army National Guard
  -  Company C, 1st Battalion, 131st Aviation Regiment (Assault Helicopter) - Salisbury - Equipaggiato con 10 UH-60L 
    - Detachment 1, HHC, 1st Battalion, 131st Aviation Regiment (Assault Helicopter) - Salisbury
    - Detachment 1, Company D, 1st Battalion, 131st Aviation Regiment (Assault Helicopter) - Salisbury
    - Detachment 1, Company E, 1st Battalion, 131st Aviation Regiment (Assault Helicopter) - Salisbury
- 1st Battalion, 126th Aviation Regiment (General Support), Rhode Island Army National Guard
  - Detachment 2, Company C (-), 1st Battalion, 126th Aviation Regiment (General Support) - Equipaggiato con 4 HH-60L
- Detachment 1, Company B, 2nd Battalion, 151st Aviation Regiment (Security & Support) - Raleigh-Durham IAP - Equipaggiato con 4 UH-72A
- Detachment 1, Company A, 2nd Battalion, 245th Aviation Regiment (Fixed Wings) - Raleigh-Durham IAP - Equipaggiato con 1 C-26E
- Detachment 17, Operational Support Airlift Command
- Detachment 1, Company B (AVIM), 638th Aviation Support Battalion
- 430th Engineer Detachment (Fire Fighting) - Raleigh-Durham IAP
- 677th Engineer Detachment (Fire-Fighting) - Raleigh-Durham IAP

### 60th Troop Command
- Headquarters & Headquarters Company - Raleigh
- 382nd Public Affairs Detachment - Raleigh
- 130th Military History Detachment - Raleigh
- 440th Army Band - Raleigh
- Medical Detachment - Stem
- 5th Battalion, 113th Field Artillery Regiment (HIMARS) - Sotto il controllo operativo della 65th Field Artillery Brigade, Utah Army National Guard
  -  Headquarters & Headquarters Battery (-) - Louisburg
    - Detachment 1 - Youngsville

  -  Battery A - Greensboro
  -  Battery B - Winston-Salem
  -  732nd Forward Support Company (-) - Reidsville
    - Detachment 1 - Roxboro
- 42nd Civil Support Detachment - Greenville
- 403rd Rigger Support Team
- 430th Explosive Ordinance Disposal Company - Washington
- Company B, 1st Battalion, 20th Special Forces Group- Albemarle
  - Detachment 1, HHD, 1st Battalion, 20th Special Forces - Albemarle
- Company B, 3rd Battalion, 20th Special Forces Group- Roanoke Rapids
  - Detachment 1, HHD, 3rd Battalion, 20th Special Forces - Roanoke Rapids
- SOD-X, Special Operations Detachment JSOC

### 130th Maneuver Enhancement Brigade
- Headquarters & Headquarters Company - Charlotte
- 295th Signal Network Company - Mooresville
- 105th Military Police Battalion
  - Headquarters & Headquarters Detachment - Asheville
  -  210th Military Police Company (-) (Combat Support) - Franklin
    - Detachment 1 - Sylva
    - Detachment 2 - Murphy
- 109th Military Police Battalion
  - Headquarters & Headquarters Detachment - Kinston
  -  211th Military Police Company (-) (Guard) - Clyde
    - Detachment 1 - East Flat Rock

  -  514th Military Police Company - Winterville
- 105th Engineer Battalion
  -  Headquarters & Headquarters Company - Raeford
  -  Company A (Forward Support) - Raeford
  -  151st Engineer Company (Mobile Augmentation) - Laurinburg
  -  881st Engineer Support Company (-) - Rockingham
    - Detachment 1 - Roseboro

  -  883rd Engineer Company (Sapper) - Winston-Salem
  -  171st Engineer Company (-) (Sapper) - Saint Pauls
    - Detachment 1 - Fair Bluff
- 505th Engineer Battalion
  -  Headquarters & Headquarters Company - Gastonia
  -  Company A (Forward Support) - Gastonia
  -  875th Engineer Company (Horizontal Construction) (-) - North Wilkensboro
    - Detachment 1 - Lexington

  -  878th Engineer Company (Vertical Construction) (-) - Kings Mountain
    - Detachment 1 - Forest City

  -  882nd Engineer Company (Vertical Construction) (-) - Mocksville
    - Detachment 1 - Taylorsville
    - Detachment 2 - Mount Airy

  - 258th Engineer Detachment (Asphalt) - Butner
  - 429th Engineer Detachment (Concrete) - Butner
  - 621st Engineer Detachement (Design & Survey) - Gastonia
  - 725th Equipment Support Platoon - Butner
  - 823rd Engineer Team (Quarry) - Gastonia
  - 1131st Engineer Detachment Headquarters (Well Drilling) - Mooresville
    - 1132nd Engineer Detachment (Well Drilling) - Mooresville
    - 1133rd Engineer Detachment (Well Drilling) - Mooresville